# Швейцарський орган нагляду за азартними іграми
Швейцарський орган нагляду за азартними іграми (Gespa; Interkantonale Geldspielaufsicht німецькою мовою, Autorité intercantonale de nadzoring des jeux d'argent фр., Autorità intercantonale di vigilanza sui giochi in denaro іт., раніше Comlot) — це швейцарський орган ліцензування та нагляду за азартними іграми, такими як лотереї, спортивні ставки та ігри, що базуються на навичках, онлайл-казино. Головний офіс розташовано в Берні.

## Заснування та організація
Gespa (до 31.12.2020 — Comlot) розпочав свою роботу з сертифікації та нагляду 1 липня 2006 р. 1 січня 2021 року почав роботу Concordat (GSK), що займається ліцензуванням та наглядом за національними лотереями та ставками. Усі судові суперечки на розгляді Comlot, а також всі права та обов'язки Comlot передані до Gespa.
1 січня 2021 року набув чинності Федеральний закон про азартні ігри на реальні гроші (Bundesgesetz über Geldspiele), що заборонив неліцензійні ігри й дозволив наземним казино отримувати ліцензії. Кантони Швейцарії отримали два роки на те, щоб адаптувати місцеві закони про гемблінг до федерального.

### Наглядова рада
Наглядова рада — це виконавчий орган Gespa. До її складу входять п'ять членів, у тому числі президент Жан-Франсуа Рот. По два члени комісії з французької та німецькомовної Швейцарії, а один — з італійськомовного кантону Тічино.
Президент та члени спостережної ради висуваються швейцарськими керівниками кантонів Конференцією директорів кантонів — Грошові ігри (FDKG).

### Головний офіс
Наглядова рада має офіс, яким керує директор Мануель Річард, там працює 16 осіб.

## Завдання

### Нагляд за азартними іграми
Gespa наглядає за забезпеченням того, щоб великі оператори азартних ігор приділяли належну увагу ризикам (шахрайство, відмивання грошей). Особлива увага приділяється захисту молоді та попередженню лудоманії. Перш ніж видавати ліцензію, Gespa оцінює ризики.

### Боротьба з незаконними азартними іграми
Gespa проводить розслідування справ та допомагає правоохоронним органам у боротьбі з незаконними казино. У тісній співпраці з Федеральним ігровим комітетом та швейцарськими провайдерами інтернету, Gespa застосовує технічні заходи щодо заборони діяльності незаконних операторів онлайн-ігор.
Закон про азартні ігри покладає на Gespa важливі обов'язки щодо заходів підтримки конкуренції на ринку.

### Центр експертизи грошових ігор
Gespa є основним центром експертизи з усіх питань, пов'язаних з азартними іграми.

## Цілі
Геспа контролює виконання Федерального закону про азартні ігри, гарантує, що жителі Швейцарії можуть безпечно брати участь у лотереях, спортивних ставках та іграх на основі навичок.
Законодавці та регулювальні органи зосереджують увагу на проблемних азартних іграх (зокрема, залежностях) та пов'язаних з азартними іграми злочинами (шахрайство, відмивання грошей). Вони також слідкують, щоб значна частина доходів, отриманих від азартних ігор, надходила до держави.